# Manuel Marraco Ramón
Manuel Marraco Ramón (Saragossa, 16 de juny de 1870 - 29 de setembre de 1956) fou un empresari i polític aragonès.

## Biografia
Després d'estudiar el batxillerat amb els Escolapis, es va llicenciar en Dret per la Universitat de Saragossa, i es va doctorar en la Universitat de Madrid, en 1892. No va arribar a exercir l'advocacia, perquè una vegada finalitzats els seus estudis es va dedicar a la cura i millora de l'explotació de les finques agrícoles i de la fàbrica de conserves propietat dels seus pares. Al llarg de la seva vida, va estar vinculat amb diverses empreses i institucions relacionades amb el desenvolupament econòmic i industrial: va impulsar l'expansió del complex bleda-rave sucrera aragonesa, va ser gerent de l'empresa Alcoholera Agrícola del Pilar (1911), lligada a l'Associació de Pagesos de Saragossa, en la qual Marraco va ocupar també càrrecs directius i que, en 1949, es va convertir al Banc Agrícola d'Aragó, del consell d'administració del qual va ser president en els 1950. Va pertànyer a la direcció de la Càmera Oficial de Comerç i Indústria de Saragossa, sent-ne vicepresident en 1914, i a la Mutualitat Mercantil.
Des de jove va ser republicà i una de les catorze persones que al juny de 1914 van signar el Manifest dels republicans d'Aragó, que va servir de base constituent pel Partit Republicà Autònom Aragonès, el programa econòmic del qual va redactar ell mateix. Des de la presidència de l'associació cultural i autonomista Unió Aragonesa (1914-15) i també posteriorment, tenint present l'exemple de Solidaritat Catalana, va recolzar, encara que sense èxit, la formació d'un partit regionalista i aglutinant a favor de l'autogovern i en contra del sistema de partits turnants de la Restauració. Escollit tres cops regidor de l'Ajuntament de Saragossa, va exercir el càrrec de tinent d'alcalde i va ser detingut al palau de l'Aljafería durant la vaga general de 1917.
Després d'aquesta crisi, Marraco va creure veure clara l'existència de dos regionalismes difícilment compatibles, un de dretes i un altre d'esquerres, i la seva opció va ser l'acostament cada vegada més rotund al republicanisme representat pel Partit Republicà Radical d'Alejandro Lerroux. Va ser elegit diputat a Corts per la circumscripció urbana de Saragossa a les eleccions generals espanyoles de 1918, va participar en el naixement a l'Ateneo de Madrid de la Federació Republicana, encapçalada per Lerroux i a la qual es van ser adherint diversos col·lectius, grups i partits republicans. Reflex d'aquesta mateixa orientació, a Saragossa es va constituir un Directori republicà que va englobar a les diferents organitzacions republicanes aragoneses i del que va ser president Marraco. El novembre de 1920 i com a indicatiu que la seva relació política amb Lerroux estava plenament consolidada, va participar en el congrés celebrat a Madrid per la Democràcia Republicana. Va col·laborar amb l'enginyer Manuel Lorenzo Pardo en la creació de la Confederació Sindical Hidrogràfica de l'Ebre, creada en 1926 amb la finalitat d'elaborar un pla d'aprofitament general, coordinat i metòdic de totes les aigües de la conca de l'Ebre, de la Junta del qual de govern va ser vocal i en la qual va exercir una secretaria.
Va tornar a obtenir escó, en proclamar-se la II República i celebrar-se les eleccions generals espanyoles de 1931, per la candidatura de Conjunció Republicano-Socialista, i fou nomenat vicepresident de les Corts Constituents. Durant el primer bienni republicà, en el qual va estar al capdavant del govern Manuel Azaña, es va oposar a l'elaboració i proclamació de l'Estatut d'Autonomia de Catalunya.
Nomenat Governador del Banc d'Espanya el setembre de 1933, va deixar aquest càrrec quan Alejandro Lerroux li va oferir la cartera de ministre d'Hisenda que exerciria entre el 3 de març de 1934 i el 3 d'abril de 1935, data en què va passar a ocupar la cartera d'Indústria i Comerç on va romandre fins al 6 de maig d'aquest mateix any quan va cessar per ocupar, fins al 25 de setembre de 1935, la cartera d'Obres Públiques.